# Wavrinskys plats

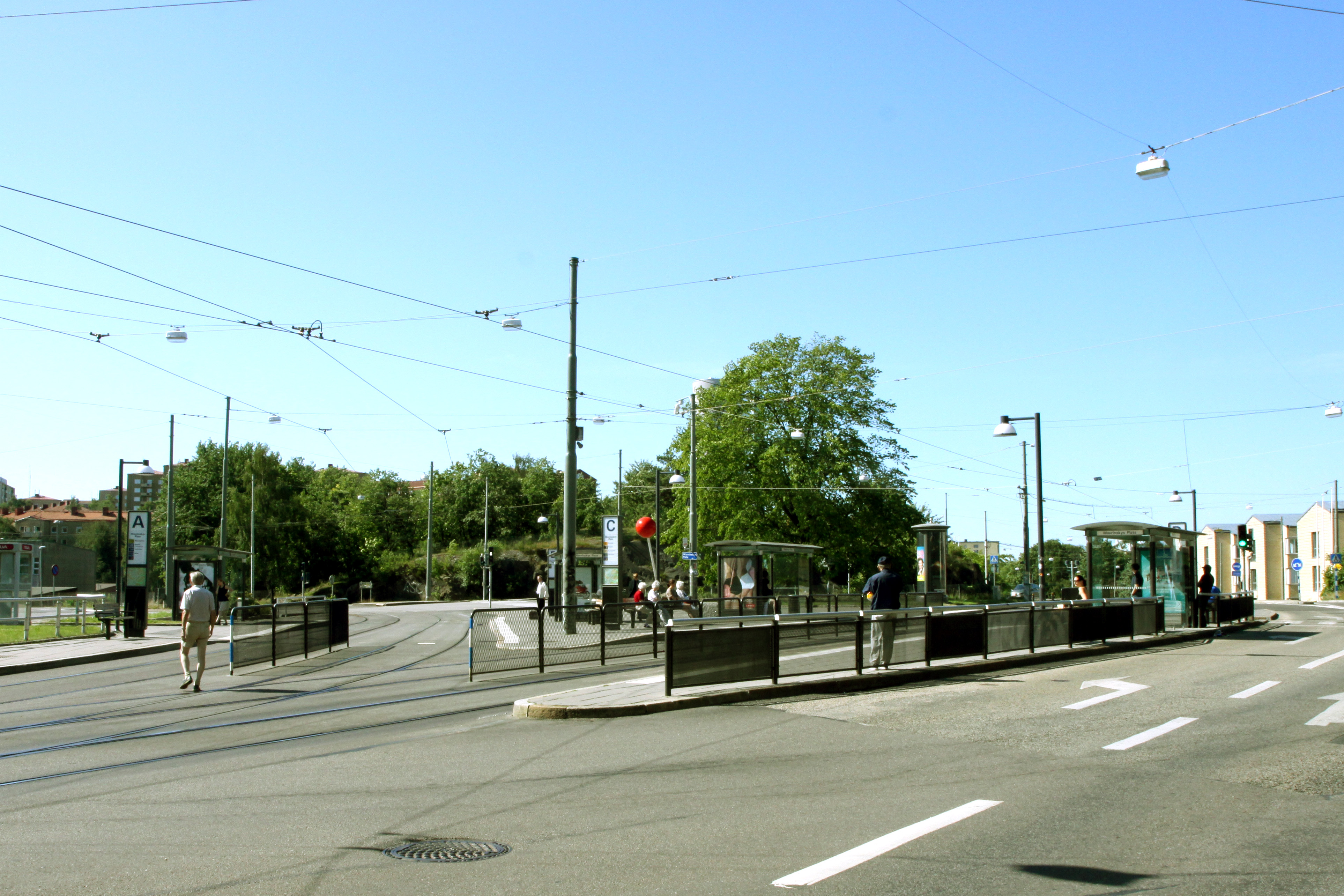
Spårvagnshållplatsen Wavrinskys plats.

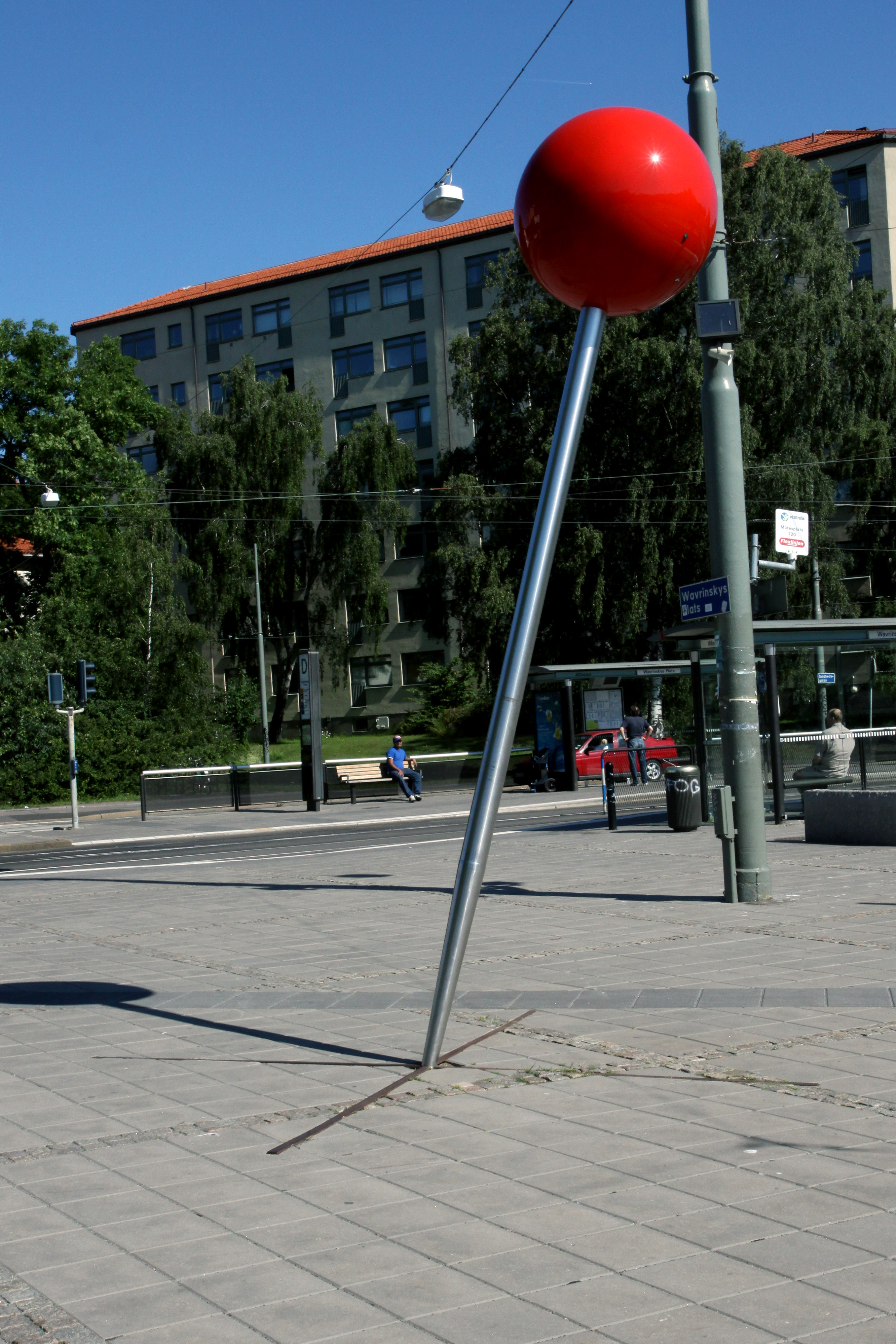
Det 4,5 meter höga konstverket "Här" av Ebba Matz. Invigd den 29 maj 2007.

Wavrinskys plats är ett torg och en trafikrondell i stadsdelen Guldheden i Göteborg. Den ligger på gränsen mellan norra och södra Guldheden, mellan spårvagnshållplatserna Chalmers och Medicinaregatan. Gränsen mellan Stora Änggården och Landala skar tidigare genom platsens östra del.
Wavrinskys plats namngavs 1954 till minne av Edvard Wavrinsky som bland annat var ordförande i Göteborgs skyttegille, vars skjutbana låg på och söder om nuvarande Wavrinskys plats. Göteborgs Fastighetskontor ansåg att platsen borde heta Reutersplatsen, på grund av sitt läge vid Reutersgatan, samt med anledning av svårigheten att uttala namnet Wavrinsky. Stadsfullmäktige fastställde dock namnberedningens förslag, med motiveringen "[...] till erinran härom (Göteborgs skyttegille) o till de utomordentliga insatser, som Wawrinsky gjort till främjande av nykterhet o folkliga strävanden av olika slag".
På Wavrinskys plats finns en vändslinga för spårvagnar från nordost. Denna vändslinga nyttjas vanligen inte, men kan användas vid trafikstörningar. Vid hållplatsen stannar spårvagn 6, 7, 8 och 10, och här skiljs linje 10 från de övriga linjerna då den svänger av mot södra Guldheden. Linje 6, 7 och 8 följs åt och fortsätter åt sydväst mot Sahlgrenska Universitetssjukhuset som ligger två hållplatser bort. På Wavrinskys plats stannar även stombuss 16 samt buss 753. Tidigare gick även buss 58 vid Wavrinskys plats.
Galenskaparna & After Shave sjunger om Wavrinskys plats i låten Adjö i TV-serien En himla många program.